# Node B

Schematische Darstellung der UMTS-Systemarchitektur

Als Node B, wird die Basisstation in einem UMTS-Mobilfunknetz bezeichnet. Der Node B wird von dem sogenannten Radio Network Controller (RNC) gesteuert. Ein Node B versorgt mehrere UMTS-Zellen, typischerweise drei oder sechs.
Node B und RNC bilden zusammen das sogenannte UMTS Terrestrial Radio Access Network (kurz UTRAN), das, wie ein bereits bestehendes GSM-Netz, an das Kernnetz (Core Network) angeschlossen ist. Das Kernnetz stellt dann die Verbindung zu Vermittlungsstellen oder zum Internet her.
In der Regel befindet sich der Node B in direkter Nähe zur Antenne.
Durch die Einführung von Remote Radio Heads (RRHs) können die Basisstationen auch mehrere Kilometer von der Antenne entfernt aufgestellt werden.